# Фёдоров, Алексей Фёдорович (генерал-полковник)
Алексей Фёдорович Фёдоров — советский хозяйственный и военный деятель, генерал-полковник.

## Биография
Родился в 1920 году в Вязьме. Член КПСС.
Участник Великой Отечественной войны.
Окончил Военно-транспортную академию имени Л. М. Кагановича.
В 1970—1979 гг. — начальник квартирно-эксплуатационного, в 1979—1985 гг. — начальник Главного квартирно-эксплутационного управления Министерства обороны СССР.
Заслуженный строитель РСФСР.
Умер в 1996 году в Москве.

## Награды
- Орден Отечественной войны I степени
- Орден Трудового Красного Знамени (трижды)
- Орден Красной Звезды (дважды)
- Орден «За службу Родине в Вооружённых Силах СССР» III степени